# عزلة المصاوفة (الحديدة)

تعديل مصدري - تعديل

عزلة المصاوفة هي إحدى عزل مديرية زبيد في محافظة الحديدة اليمنية ويبلغ تعداد سكانها 4325 نسمة حسب التعداد السكاني في اليمن لعام 2004.

## روابط خارجية
- الجهاز المركزي للإحصاء بالجمهورية اليمنية
- المركز الوطني للمعلومات باليمن
- World Gazetteer:Yemen
- الدليل الشامل